# Ryōgen
Ryōgen (jap. 良源; ur. 912, zm. 31 stycznia 985) – japoński mnich, filozof ze szkoły tendai. Znany także jako Jie daishi (慈恵大師) i Ganzan daishi (元三大師). Odnowił szkołę tendai.

## Biografia
Pochodził z prowincji Ōmi.
W 923 r. wieku 12 lat rozpoczął naukę w klasztorze Enryaku. W 928 r. przyjął wskazania od Son’iego, który był wówczas zasu (głównym opatem szkoły tendai). Studiował zarówno nauki ezoteryczne, jak i egzoteryczne. Jego nauczycielami byli znani mnisi tego okresu.
W 937 r. odbyła się debata pomiędzy Ryōgenem a Gishō z klasztoru Gangō ze szkoły hossō, w której zwyciężył Ryōgen. Przebiegała ona w klasztorze Kōfuku podczas ceremonii związanej z Sutrą Wimalakirtiego. W 963 r. zwyciężył w debacie, która odbyła się w pałacu cesarskim, mnicha Hōzō z klasztoru Tōdai. Stała się ona znana jako „debata [okresu] owa”.
Ryōgen mocno zaangażował się w pracy nad przywróceniem akademickich standardów w szkole tendai, ożywiając studia doktrynalne.
W 966 r. został wyznaczony na osiemnastego zasu szkoły tendai i funkcję tę pełnił do swojej śmierci, czyli przez 20 lat.
Jako zasu odbudował budynki klasztorne po katastrofalnym pożarze w 966 r. Odnowił rejon Yokawy i wybudował tam Eshin-in.
W 981 r. został wyniesiony do godności „starszego wysokiego kapłana”, co było najważniejszą rangą w kapłaństwie. W 984 r. wybudował Hōdō-in w części zachodniej.
Zmarł trzeciego dnia po Nowym Roku, czyli 31 stycznia 985 r.
Jego dwaj główni uczniowie: Genshin i Kakuun (953-1007) założyli dwie kolejne podszkoły szkoły tendai – enshin (Genshin) i danna (Kakuun).

## Mnisi-wojownicy
Ryōgen jest uważany za twórcę armii mnisiej (jap. sōhei) w celu ochrony dla mnichów i klasztoru w czasie zatargów z innymi szkołami buddyjskimi i klasztorami. Nie jest to jednak całkowicie słuszne. 16 listopada 970 r. wydał on zakaz posiadani broni przez mnichów oraz mnisi byli podporządkowani liście 26 paragrafów (Nijurokuhajo kisho 二十六箇条起請) i nie mogli: zakrywać twarzy, stosować kar cielesnych, gwałtownie przerywać praktyk religijnych, opuszczać góry Hiei w czasie 12-letniego okresu trening itd.
Najpewniej więc klasztor zatrudniał najemników i to oni tworzyli „armię” – przynajmniej za życia Ryōgena.